# Zawidz Kościelny
Zawidz Kościelny lub Zawidz – wieś w Polsce położona w województwie mazowieckim, w powiecie sierpeckim, w gminie Zawidz. Ma status sołectwa.

## Historia
Pierwsza pisemna wzmianka o miejscowości pochodzi z 1350 roku, kiedy to w dokumencie wydanym przez Bolesław III płocki  - książę mazowiecki nadał właścicielom miejscowości "Zavicz" - Zawidz braciom  Nagórkom - Wojciechowi podstolemu sochaczewskiemu i Mikołajowi,  las zwany Osówka, leżący pomiędzy wsiami Zielona, a Lubowidzem.
Przez Zawidz przechodzi linia kolejowa Sierpc – Nasielsk z przystankami Zawidz oraz Zawidz Kościelny i droga wojewódzka nr 561. Miejscowość położona jest na pograniczu Równiny Raciąskiej i Wysoczyzny Płońskiej.
Miejscowość jest siedzibą gminy Zawidz.
Prywatna wieś szlachecka położona była w drugiej połowie XVI wieku w powiecie sierpeckim województwa płockiego. Do 1954 roku siedziba wiejskiej gminy Kosemin. W latach 1975–1998 miejscowość administracyjnie należała do województwa płockiego. Od 1907 roku w miejscowości działa Ochotnicza straż Pożarna.  
25 maja 1928 w Zawidzu urodził się generał brygady Jerzy Bończak - rektor Wojskowej Akademia Medyczna w Łodzi.
W 1999 roku weszło w życie rozporządzenie zmieniające nazwę wsi z Zawidz Kościelny na Zawidz, jednak nie znalazło to odzwierciedlenia w rejestrze TERYT.
W Zawidzu wychował  się i uczęszczał do szkoły Andrzej Bartnicki.

## Zabytki
- Drewniany kościół św. Marcina biskupa. Parafia w Zawidzu erygowana została około 1391. Pierwszy wzmiankowany kościół pobudowano w 1 poł. XVI wieku. Kolejny również drewniany wzniesiony w 1605 roku. Około 1810 roku – w złym stanie. Obecny, konsekrowany był w 1877 roku, remontowany zaś w 1947. W roku 1987 przestał pełnić funkcje liturgiczne. W swoim wyposażeniu posiadał barokowe ołtarze: pierwszy – lewy, barokowy z 1700 roku z rzeźbami nieokreślonych biskupów oraz św. Marcina biskupa w zwieńczeniu, drugi – prawy, również barokowy z 1. poł. XVIII wieku z obrazem św. Anny nauczającej Marię, oraz św. Barbary w zwieńczeniu. W kościele znajdowała się barokowa, XVII-wieczna drewniana chrzcielnica z grupą chrztu Chrystusa w zwieńczeniu ażurowej pokrywy. Po lewej stronie ołtarza – drewniana ambona wsparta na słupie. W oknach prezbiterium – witraże z lat 50. XX wieku. Pod koniec lat 80. wyniesiono wyposażenie kościoła do nowo zbudowanego obok kościoła murowanego. Pozostawiono jedynie ambonę i chrzcielnicę. Kościół przez lata niszczał pozbawiony opieki konserwatorskiej. Spróchniałe filary poprzewracały się, zarwało się 75% stropu. Jedna z wichur zerwała blaszany dach kościoła. Wybita została większość okien. Rozebrano część desek podłogowych. Niszczeje barwna polichromia z 1957 roku wykonana przez Antoniego Rochowicza pokrywająca ściany i sufit kościoła.
- Dzwonnica z XVIII wieku, drewniana, konstrukcji słupowej, oszalowana, zbudowana na kamiennym fundamencie. Czworoboczna, z czterema kwadratowymi otworami w górnej części. Dach w formie cebulastej kopuły krytej blachą. Wewnątrz dwa dzwony.
- Droga krzyżowa z końca XX wieku wybudowana wokół nowego kościoła. W ceglanych kapliczkach znajdują się ludowe rzeźby wykonane przez miejscowych twórców obrazujące kolejne stacje Męki Pańskiej.
- Cmentarz parafialny założony przy drodze do Szumań. Najstarsza część nekropolii znajduje się bliżej szosy. Znajdują się nagrobki począwszy od 1853 roku. Ciekawymi przykładami są nagrobki Bronisława Dobrosielskiego (+1899), Scholastyki Piwkowskiej (+1854), czy rodziny Fijałkowskich (+1855).
- Cmentarz choleryczny tzw. cholerka. Położony na południe od wsi, pośrodku pola uprawnego. Pochowano tu ofiary zarazy z przełomu XVIII i XIX wieku. Nieoznakowany, trudny do odnalezienia w terenie.
- Pomnik upamiętniający Franciszka Łazowskiego – prezesa PSL w Sierpcu, zamordowanego przez funkcjonariuszy MO w 1946 roku.

## Edukacja i sport
W Zawidzu znajduje się Szkoła Podstawowa oraz Zespół Szkół Samorządowych im. Władysława Stanisława Reymonta, w skład którego wchodzą Liceum Ogólnokształcące i Technikum z nowoczesną halą sportową.

## Kultura
Zawidz jest ośrodkiem rzeźby ludowej. Przedstawicielami rzeźbiarstwa w drewnie są rodziny: Dużyńskich, Krajewskich, Szemborskich, Marcinkowskich, Wierzbickich, Wierzchowskich i Goczyńskich. Kultywowana jest również sztuka kowalstwa artystycznego, którą wykonuje rodzina Suszczewicz.

## Galeria

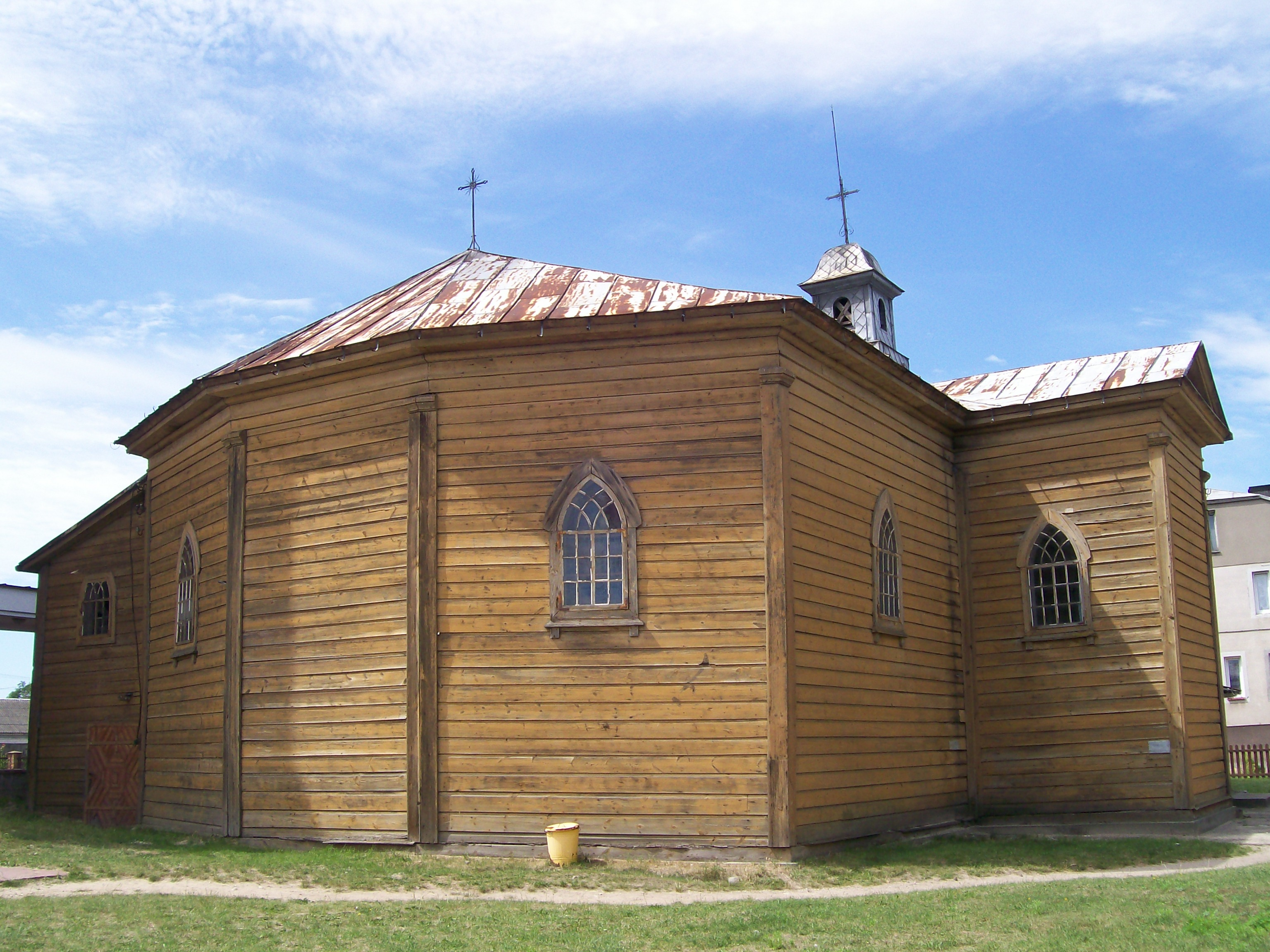
Stary kościół (2009)
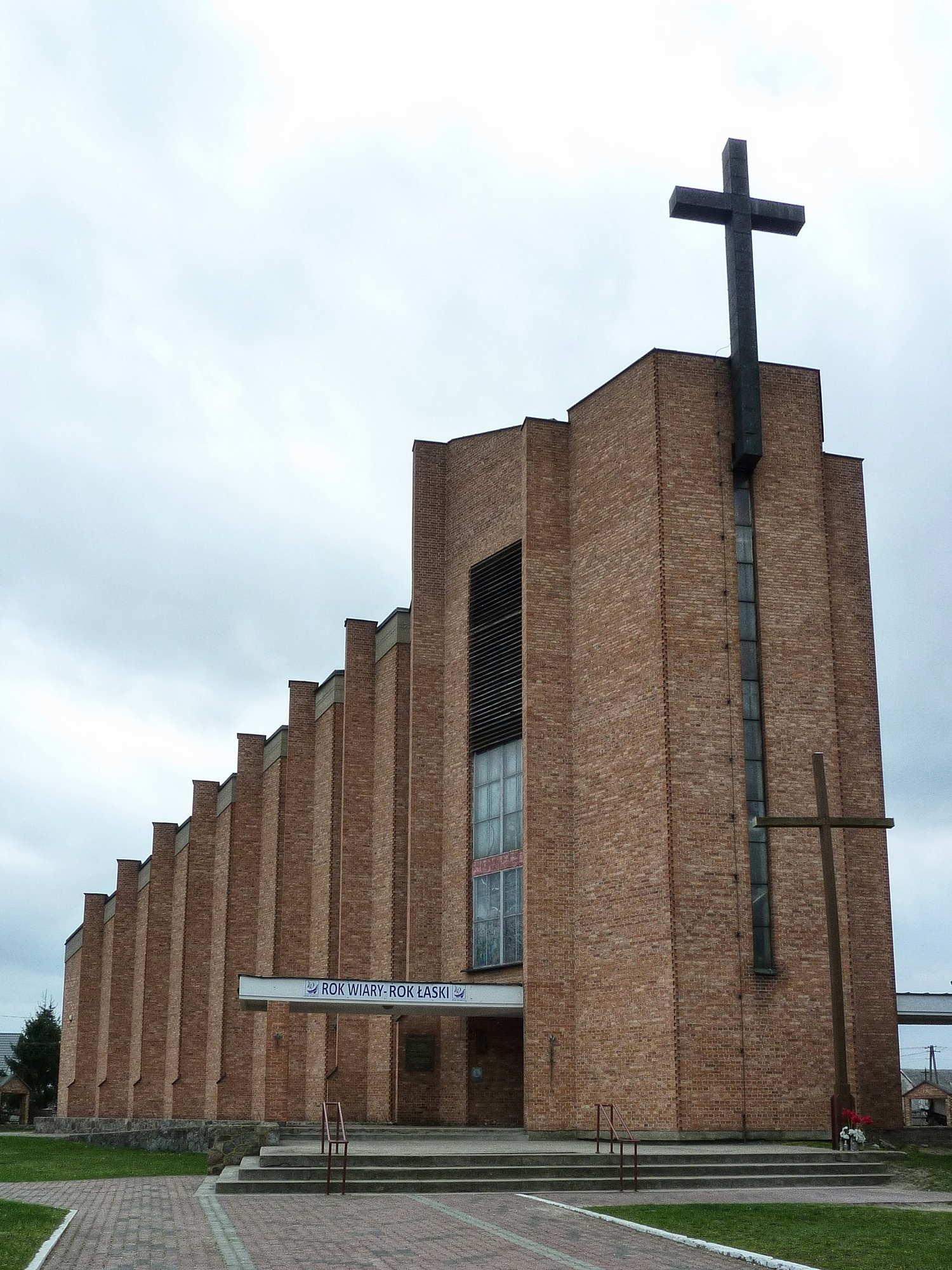
Nowy kościół św. Marcina (2013)